# Абревіація (мовознавство)
Абревіація (лат. abbreviation — скорочення) — спосіб словотворення, що розвинувся у 20 ст. Це об'єднання скорочених основ (технічний редактор > техред), скорочених і повних основ (медичне училище > медучилище), а також творення простого похідного слова шляхом довільного скорочення твірної одиниці (магнітофон > маг). При абревіації, як і при складанні похідне утворюється шляхом злученням компонентів кількох слів.
В українській, як і в інших слов'янських мовах, абревіація характерна здебільшого для іменників і дуже рідко використовується у прикметниках (культпросвітній, санепідеміологічний).
Починаючи з 60-х рр. 20 ст. в абревіації спостерігається дедалі сильніша тенденція до створення абревіатур, зовні схожих на звичні слова: валокордин, газотрон, позитрон. Слова цього типу особливо поширені в науковій мові, де їх вживають як терміни: аероторія, акваторія, лавсан, мелан, поропласти.
У сучасній українській мові активізувався процес скорочення слів за абревіатурним способом, тобто не на морфемному рівні, що притаманне розмовному стилю: неформали (представники неформальних організацій), рок (рок-н-рол), фанати (фанатики) тощо
Суть абревіації полягає у творенні слів (абревіатур) від усічених основ. За видом твірних компонентів розрізняють кілька типів абревіатур:
- Звуковий тип - слова, утворені з початкових звуків твірних слів: рагс -реєстрація актів громадянського стан, ЗМІ - засоби масової інформації, ВООЗ - Всесвітня організація охорони здоров'я; особливістю абревіатур звукового типу є те, що вони читаються  як звичайні слова;
- Літерний (буквений, ініціальний) тип - абревіатури, утворені від початкових літер слів (слово вимовляється за назвами букв): МВФ (ем-ве-еф) - Міжнародний валютний фонд; НБУ (ен-бе-у) - Національний Банк України;
- Складовий тип - слова, утворені з усічених основ кількох слів: Укртелеком - Українські телефонні комунікації, нардеп - народний депутат,  Мін'юст - Міністерство юстиції; інтерпол - інтернаціональна поліція.
- Мішаний (комбінований) тип - слова, утворені поєднанням усіченої основи одного слова з окремими словами: райдержадміністрація, телемагазин, оргкомітет, політсила, екопродукт, євроремонт. До комбінованих абревіатур зараховують також утворення, першою частиною яких є морфеми іншомовного походження авіа-, теле-, авто-, фото-, аеро-, гідро- тощо, котрі поєднуються до цілого слова: авіабаза, телезвернення, автотранспорт, фотомодель, гідростанція.

В українській мові абревіація характерна здебільшого творення іменників і дуже рідко використовується в прикметниках: енергозалежний, санепідеміологічний.